# 1972年のメジャーリーグベースボール
以下は、メジャーリーグベースボール（MLB）における1972年のできごとを記す。
1972年4月15日に開幕し10月22日に全日程を終え、、アメリカンリーグはオークランド・アスレチックス(西地区優勝)が41年ぶり10度目のリーグ優勝を、ナショナルリーグはシンシナティ・レッズ(西地区優勝)が2年ぶリ6度目のリーグ優勝をした。ワールドシリーズはオークランド・アスレチックスが4勝3敗でシンシナティ・レッズを破り、42年ぶり6度目のシリーズ制覇となった。
シーズン開幕時に史上初めて全24球団の全選手がストライキに入り、9日間86試合が開催されなかった。また1961年の球団拡張でアメリカンリーグに新規加盟したワシントン・セネタースがテキサス州アーリントンへ本拠地を移しテキサス・レンジャーズと改称した。これに伴いアメリカンリーグ東地区から西地区に移動し、西地区のミルウォーキー・ブルワーズが東地区に移動した。
1971年のメジャーリーグベースボール - 1972年のメジャーリーグベースボール - 1973年のメジャーリーグベースボール

## できごと
アメリカンリーグ
前年までのワシントン・セネタースがテキサス・レンジャーズとなり、東地区から西地区へ移動して、その代わり西地区のミルウォーキー・ブルワーズが西地区から東地区に移ったが、ブルワーズの前身がシアトル・パイロッツであったことで東部のミルウォーキーが西地区に所属する変則状態が解消された。ブルワーズはその後1994年にアメリカンリーグ中地区に移り、1998年に球団再編成でナショナルリーグ中地区に移動した。
- 東地区は、最後までレッドソックス、オリオールズ、ヤンキース、タイガースの優勝争いとなり、9月11日時点で首位レッドソックスから4位タイガースまで2ゲーム差であった。そして10月1日終了時点で残り3試合を残したレッドソックスが0.5ゲーム差で2位タイガースとの対戦となり、1試合勝てば地区優勝であったが、タイガースのロリッチ投手に15奪三振で敗れて首位が逆転し、次の同じカードでの対戦もタイガースが勝って86勝69敗、レッドソックスは84勝70敗となり、最終戦を待たずにタイガースの地区優勝が決まった。普通であればレッドソックスの残り試合が1試合多いはずであったが、シーズン最初のスト期間中の試合は再試合しないという労使間の取り決めがあって、試合数が不均等であったことがタイガースに幸運を呼んだ。ミッキー・ロリッチ(22勝)、マクレインとの交換トレードで獲得したジョー・コールマン(19勝)、8月にフィリーズからきたウッディ・フライマン(10勝)と投手陣がずば抜けて強く、ノーム・キャッシュとアル・ケーラインがまだ健在であった。西地区は前年地区優勝したアスレチックスが、前年24勝したヴァイダ・ブルーが契約交渉のもつれから5月までマウンドに立つことが無く6勝に終わったがキャットフィッシュ・ハンター(21勝)、ケン・ホルツマン(19勝)、ローリー・フィンガーズ(11勝・21セーブ)にブルームーン・オドム(15勝)らが活躍して投手陣が揃い、打線もレジー・ジャクソン(本塁打25本・打点75)中堅手、サル・バンドー(打率.236・打点77)三塁手の不振をジョー・ルディ(打率.305)左翼手、マイク・エプスタイン(打率270・本塁打26本)がカバーして西地区を連覇した。リーグチャンピオンシップシリーズは5試合制で初めて2勝2敗から第5戦にもつれ込み、ジーン・テナス捕手の勝ち越し打をブルームーン・オドムとヴァイダ・ブルーの継投でしのぎ、コニー・マック時代の1931年のフィラデルフィア・フィリーズ以来実に41年ぶりのリーグ優勝で、カンザスシティからオークランドへ移ってからは初のリーグ優勝となった。

- 個人タイトルは、首位打者はツインズのロッド・カルー (打率.318)で3年ぶり2度目で、カルーはこれ以降1978年まで途中1年を除いて6シーズン首位打者となり特に1977年には4割に近い打率を残した。本塁打王と打点王はホワイトソックスのディック・アレン[1](本塁打37本・打点113)で、優勝したオリオールズからはバート・キャンパネリス (盗塁52)の2年ぶり6度目の盗塁王だけであった。最多勝はインディアンスのゲイロード・ペリー (24勝)とホワイトソックスのウィルバー・ウッド (24勝)、最優秀防御率はレッドソックスのルイス・ティアント (防御率 1.91)、奪三振はエンゼルスのノーラン・ライアン (奪三振 329)でメッツから移籍したこの年に急速に力を伸ばし初のタイトルを得るとともに1990年までノーヒットノーランを7回記録し通算11回の奪三振と2回の最優秀防御率を獲得する最初の年となった。リーグMVPはディック・アレンが選ばれ、サイ・ヤング賞はゲイロード・ペリー が選ばれた。

ナショナルリーグ
- 東地区は、前年リーグ優勝でワールドシリーズを制覇したパイレーツが、ロベルト・クレメンテ(打率.312・本塁打10本・打点60)、 アル・オリバー(打率.312・本塁打12本・打点89)、 ウィリー・スタージェル(打率.293・本塁打33本・打点112)がいてレギュラー6人が打率.293以上でチーム打率.274で、投手ではスティーブ・ブラス(19勝)を筆頭にドック・エリスほか4人が13勝以上でチーム防御率1.80の数字を記録し、2位カブスに11ゲーム差をつけて順当に地区優勝3連覇した。西地区はレッズが、前年不振だったジョニー・ベンチ(打率.270・本塁打40本・打点125)、ピート・ローズ(打率.307・得点107・安打198本)、トニー・ペレス(打率.283・本塁打21本・打点90)、ボビー・トーラン(打率.283・盗塁42)そしてリー・メイとの交換トレードでアストロズから獲得したジョー・モーガン(打率.292・本塁打16本・打点73・得点122)が活躍し、投げてはノーラン(15勝・防御率1.99)、クレイ・キャロル(37セーブ)が核となって2年ぶりに西地区優勝を果たした。リーグチャンピオンシップシリーズは、これも2勝2敗のタイから9回裏にベンチの同点本塁打から最後に投手の暴投でサヨナラ勝ちしてのリーグ優勝であった。
- 個人タイトルは、首位打者がカブスの ビリー・ウィリアムズ (打率.333)、レッズの ジョニー・ベンチ が本塁打王と打点王となり、カージナルスのルー・ブロック(盗塁63)が2年連続6度目の盗塁王となった。ピート・ローズ(安打198本)が最多安打であったが後年もしストライキで試合数が減らされていなければ200本台にいっていたはずとして大いに悔しがったという。フィリーズのスティーブ・カールトン (27勝・奪三振310・防御率1.98)投手が最多勝・最優秀防御率・最多奪三振の投手三冠を達成した。リーグMVPは ジョニー・ベンチ が選ばれ、サイ・ヤング賞はスティーブ・カールトン が選ばれた。

ワールドシリーズ
- 3勝3敗となった最後の第7戦は、主砲レジー・ジャクソンを故障で欠いたアスレチックスがジーン・テナスの2打点を含む3点をブルームーン・オドム、キャットフィッシュ・ハンター、ケン・ホルツマン、ローリー・フィンガーズをマウンドに送り込んでレッズとの総力戦で守り切り、42年ぶりの世界一となった。シリーズMVPはシリーズ4本の本塁打を打ったジーン・テナス捕手が選ばれた。

### 史上初の選手ストライキ
この年のシーズン前に選手会とオーナー側との交渉が進まず、メジャーリーグ史上初の全球団選手が参加したゼネストに突入し、4月4日にシーズン開幕の予定であったのがストライキで9日間試合が行われなかった。3年前も春のキャンプをボイコットしたがペナントレースの公式試合を全球団選手がボイコットしたのはこの年が最初であった。
3年前に結んだ労使協定の改定時期を迎えて、前年秋から交渉に入ったが、年金基金への拠出金の増額と健康保険の財源問題が暗礁に乗り上げた。3年前の1969年のシーズン前に年金基金への野球機構からの拠出金を545万ドルにすることで妥結したが、今回は選手会が701万2,000ドルに増額を要求し、オーナー側は49万ドルの上乗せで594万ドルの回答をして合意に至らなかった。この時にマービン・ミラー事務局長は各球団を回り、全球団の選手たちとオーナー側が選手会の要求に応じない場合はストライキに突入することを確認していた。そして開幕直前の4月1日にオーナー側にストライキを通告した。メジャーリーグに5年在籍した選手は65歳になれば月額772ドル支給される、10年在籍すれば月額1,545ドル、15年在籍すれば月額1,745ドル、20年在籍すれば月額1,945ドルの支給額となっている。しかしこの時代は物価高でそれまでの545万ドルの拠出金だけでは賄いきれなくなることから選手会が強気に出た。しかし、一方で10万ドルを超える高額年俸の選手が続出していた中でのストライキでは、アメリカ国内の世論は必ずしも選手側を支持するものではなかった。カージナルスのオーナーがチーム力が低下しても高額年俸の選手を次々と放出したのは、年俸をアップしても次々と要求額が増えてファンが必ずしもかつてほど選手を敬愛はしていないと見ていたからである。カート・フラッド事件はその狭間で起こった事態であった。
結局連邦政府が仲介に入り、調停の結果どちらも決着が付かないまま9日間のストは終わり、その間に中止になった全86試合は後日行うこともなく、選手はスト参加で賃金をカットされて全く補填が無いまま4月15日にシーズン開幕となった。本来この時に結ぶ予定だった新しい労使協定は翌年2月28日に新しい団体労働協約として結ばれた。これで選手会は正真正銘の労働組合であることが証明され、マービン・ミラーにとって大きな勝利となった。この時に選手のトレードに関して、大リーグ歴10年の選手が同一チームに5年在籍した場合は、その選手の同意なしにトレードはできない権利が認められた。

### フラッド訴訟の敗訴と年俸調停制度の導入
3年前の1969年10月にカージナルスがカート・フラッドらをディック・アレンらとの交換でフィリーズにトレードしようとしてフラッドが拒否し、翌1970年1月にトレードの強制は独占禁止法に違反するとして保留条項に異議を唱えて野球機構を裁判所に訴えたフラッド訴訟は、予審で却下された後に翌1971年に控訴審でも予審判決を支持することで決着がつきフラッドはこの年に引退した。しかし翌年1972年3月に連邦最高裁はフラッドの上告を認めるかを検討するために口頭弁論が行われ、最高裁判事の中で審議の結果5対3で控訴審判決を支持することで最終決着となった。ただ3名の判事が異論を述べ、判事の1人サーグッド・マーシャルは「保留条項はあってはならない、議会はこの忌まわしいものを黙認していない、裁判所がその誤りを正すべきだ」との意見を出した。その後ウォーレン・バーガー最高裁長官は旧友でもあったハリー・ブラックマン判事に意見書の作成を命じ、6月にその意見書が公表された。「1922年のフェデラルリーグ訴訟」における最高裁判断をこれまで最高裁が維持しているが、既にプロスポーツにおいてボクシングやバスケットボール・フットボール・アイスホッケーなどは独占禁止法の対象とする判例があり、もはやあらゆるプロスポーツで唯一野球だけが1つの例外である事実は、最終的に1950年代にも議論があったように議会が結論を出すべき(法律を制定する)ことであり、ブラックマン判事は議会が法律を制定しないことで法律を制定したことになる、という論理で50年前の最高裁判例を最高裁自身で変更することは出来ない、とする「先例拘束の原則を順守する」と結論づけていた。
カート・フラッドの闘いは、裁判に敗れ、結果として自らの選手生命を失い引退の道を歩んだが、その努力は無駄にはならなかった。保留条項の問題が最高裁判事の中でも問題とする意見が出たことは大きく、ミラー事務局長は1972年から1973年にかけての交渉で保留条項を終わらせるように圧力をかけたがオーナーたちは抵抗した。その代わり年俸に関して紛争が起こった場合は仲裁人の調停で解決するという特異な方法を提案した。この年俸調停制度はオーナーと選手が合同で指名した中立の仲裁人が調停に入り球団側の最終提示額と選手側の最終要求額のいずれかを選択するもので最終的に仲裁人の調停での決定は球団も選手も拘束するものとされた。翌1973年のシーズン後からこの最終提示仲裁は始まった。この制度はある部分では球団側に有利に決着することが多かったとの見方もあるが、しかし3年後に思わぬ落とし穴からオーナーたちが思ってもいなかった事態が生じ、やがてこの年俸調停制度の過程からフリーエージェント制度導入の契機が生まれることになる。カート・フラッドには裁判の期間でミラー事務局長は支援したが、彼を応援する現役選手は無かった。彼が愛したカージナルスからもトレード通告で終わり、何も残ったものは無かった。しかし100年近く続いた選手を縛る保留条項を突き崩す最初の一撃を打ち込んだのはフラッドだった。フラッドの闘争はこの後の一連の改革の呼び水となった。

### ヤンキースの売却
1964年にCBSがヤンキースを買い取った時は、ヤンキースのリーグ4連覇の時であった。本来であればテレビ放映料や入場料収入で恵まれた安定収入で球団運営ができるはずであった。しかしちょうどこの時がヤンキース王朝の黄昏で有力選手の衰え、新人選手ドラフトの実施によって有望選手を思うように取れなくなり、ファーム組織も有効に機能せず、黒人選手を積極的に取らなかったこと等、様々な要因が重なってその後1966年には一気に最下位まで転落してその後も優勝争いからは縁遠いチームとなった。ボビー・マーサー、サーマン・マンソンらが育ち、この年は9月上旬まで首位争いをしたが息切れして79勝の東地区4位に終わった。ストライキもあって155試合しか消化できず、とうとう本拠地ヤンキースタジアムでの観客総動員数は第2次大戦後初めて100万人の大台を割り、ここに至ってCBSはヤンキース手放すことを決めた。
一方、父から継いだ造船業で巨万の富を築いたジョージ・スタインブレナーは前年にインディアンスの買収に動き860万ドルを提示して交渉したが成立しなかった。そのスタインブレナーに、インディアンスのゲイブ・ボールGMを通じてCBS副社長マイケル・パークがヤンキースの買収を持ちかけてきた。やがてヤンキースの再建に剛腕を振るい、金も出すが口も出して球界随一の名門球団を復活させ、そして混乱させ、20年間に20回も監督のクビが飛び、ビリー・マーチンを何度も監督に就任させては解任し、自身も不祥事で2度オーナー資格を停止されるなど常に話題に事欠かない破天荒な球団オーナーとなる人物が登場する。

### ロベルト・クレメンテの事故死
1972年12月31日午後10時、プエルトリコのサンファン空港から1機の飛行機(DC7)が離陸した。大晦日の夜で新年まであと2時間という慌ただしい中で、飛行機はニカラグアに向けての出発であった。ところが離陸後まもなく飛行機は爆発してカリブ海に墜落した。よくある遭難事故ではあったが、しかしこの墜落事故のニュースがすぐに世界を駆け回った。搭乗者の中に「ロベルト・クレメンテ」の名があったからである。8日前の12月23日にニカラグアが大地震に襲われ多数の死傷者が出てケガ人の看護と搬送、薬品・食料・飲料水など生活関連の物資の補給が急がれる状況で、生れ故郷プエルトリコにいたクレメンテは自ら救援隊を組織し、薬品や医療品を集めて飛行機で運んでいた。プエルトリコとニカラグアを往復しながら4回目のフライトに飛び立った直後の悲劇であった。
クレメンテはデビュー前から注目される選手であった。高校卒業時に数球団が交渉にきた中でドジャースと1万ドルで入団契約した。しかしドジャースはすぐにはメジャーのロースターに入れず、マイナーリーグからスタートになったがすぐにパイレーツが目を付けて、クレメンテを獲得して2年目の1955年にメジャーデビューとなった。デビューした1955年から1972年まで毎年安打数は100本を超えてレギュラーをずっと確保し、1960年から1972年まで途中1年(1968年)を除いて3割を打ち続け首位打者に4度輝き、通算3,000本安打を達成したばかりであった。守備でもその強肩と判断の良さとで1961年から1972年まで12年連続ゴールドクラブ賞に選ばれて、走攻守の全ての分野で完璧なパーフェクト・プレーヤーであった。もともと慈善活動を積極的に行うことで一目置かれていたクレメンテであったが、この大晦日の悲劇はメジャーリーグの関係者に大きなショックを与え、その人道精神を讃えて、前年から慈善活動など社会的な活動を積極的に行う選手にコミッショナー賞を贈ることを始めていたが、この賞をロベルト・クレメンテ賞に改称し、また野球殿堂入りの対象者を引退後5年以上過ぎてからという内規に例外を設けて、クレメンテは翌年殿堂入りを果たした。2,433試合・9,454打数・3,000安打・生涯打率.317。通算本塁打240本・通算打点1,305・リーグMVP1回・シリーズMVP1回。(1973年殿堂入り)

### 記録
- 9月30日、ロベルト・クレメンテが史上11人目となる3000安打を達成。

## 最終成績

### レギュラーシーズン
| 順     | チーム                         | 勝利   | 敗戦   | 勝率   | G差    |
| 東地区 | 東地区                         | 東地区 | 東地区 | 東地区 | 東地区 |
| ------ | ------------------------------ | ------ | ------ | ------ | ------ |
| 1      | デトロイト・タイガース         | 86     | 70     | .551   | –      |
| 2      | ボストン・レッドソックス       | 85     | 70     | .548   | 0.5    |
| 3      | ボルチモア・オリオールズ       | 80     | 74     | .519   | 5.0    |
| 4      | ニューヨーク・ヤンキース       | 79     | 76     | .510   | 6.5    |
| 5      | クリーブランド・インディアンス | 72     | 84     | .462   | 14.0   |
| 6      | ミルウォーキー・ブルワーズ     | 65     | 91     | .417   | 21.0   |
| 西地区 |                                |        |        |        |        |
| 1      | オークランド・アスレチックス   | 93     | 62     | .600   | –      |
| 2      | シカゴ・ホワイトソックス       | 87     | 67     | .565   | 5.5    |
| 3      | ミネソタ・ツインズ             | 77     | 77     | .500   | 15.5   |
| 4      | カンザスシティ・ロイヤルズ     | 76     | 78     | .494   | 16.5   |
| 5      | カリフォルニア・エンゼルス     | 75     | 80     | .484   | 18.0   |
| 6      | テキサス・レンジャーズ         | 54     | 100    | .351   | 38.5   |

| 順     | チーム                         | 勝利   | 敗戦   | 勝率   | G差    |
| 東地区 | 東地区                         | 東地区 | 東地区 | 東地区 | 東地区 |
| ------ | ------------------------------ | ------ | ------ | ------ | ------ |
| 1      | ピッツバーグ・パイレーツ       | 96     | 59     | .619   | –      |
| 2      | シカゴ・カブス                 | 85     | 70     | .548   | 11.0   |
| 3      | ニューヨーク・メッツ           | 83     | 73     | .532   | 13.5   |
| 4      | セントルイス・カージナルス     | 75     | 81     | .481   | 21.5   |
| 5      | モントリオール・エクスポズ     | 70     | 86     | .449   | 26.5   |
| 6      | フィラデルフィア・フィリーズ   | 59     | 97     | .378   | 37.5   |
| 西地区 |                                |        |        |        |        |
| 1      | シンシナティ・レッズ           | 95     | 59     | .617   | –      |
| 2      | ヒューストン・アストロズ       | 84     | 69     | .549   | 10.5   |
| 3      | ロサンゼルス・ドジャース       | 85     | 70     | .548   | 10.5   |
| 4      | アトランタ・ブレーブス         | 70     | 84     | .445   | 25.0   |
| 5      | サンフランシスコ・ジャイアンツ | 69     | 86     | .445   | 26.5   |
| 6      | サンディエゴ・パドレス         | 58     | 95     | .379   | 36.5   |

### オールスターゲーム
- アメリカンリーグ 3 - 4 ナショナルリーグ

MVP：ジョー・モーガン (CIN)

### ポストシーズン
|  | リーグチャンピオンシップシリーズ | リーグチャンピオンシップシリーズ |   |  | ワールドシリーズ | ワールドシリーズ |
|  |                                  |                                  |   |  |                  |                  |
|  | アメリカンリーグ                 |                                  |   |  |                  |                  |
|  | デトロイト・タイガース           | 2                                |   |  |                  |                  |
|  | オークランド・アスレチックス     | 3                                |   |  |                  |                  |
|  |                                  |                                  |   |  |                  |                  |
|  | オークランド・アスレチックス     | 3                                |   |  |                  |                  |
|  |                                  | シンシナティ・レッズ             | 4 |  |                  |                  |
|  | ナショナルリーグ                 |                                  |   |  |                  |                  |
|  | ピッツバーグ・パイレーツ         | 2                                |   |  |                  |                  |
|  | シンシナティ・レッズ             | 3                                |   |  |                  |                  |

#### リーグチャンピオンシップシリーズ
| 10/7 –  | タイガース     | 2 | - | 3 |  | アスレチックス |
| 10/8 –  | タイガース     | 0 | - | 5 |  | アスレチックス |
| 10/10 – | アスレチックス | 0 | - | 3 |  | タイガース     |
| 10/11 – | アスレチックス | 3 | - | 4 |  | タイガース     |
| 10/12 – | アスレチックス | 2 | - | 1 |  | タイガース     |

| 10/7 –  | レッズ     | 1 | - | 5 |  | パイレーツ |
| 10/8 –  | レッズ     | 5 | - | 3 |  | パイレーツ |
| 10/9 –  | パイレーツ | 3 | - | 2 |  | レッズ     |
| 10/10 – | パイレーツ | 1 | - | 7 |  | レッズ     |
| 10/11 – | パイレーツ | 3 | - | 4 |  | レッズ     |

#### ワールドシリーズ
- レッズ 3 - 4 アスレチックス

| 10/14 – | アスレチックス | 3 | - | 2 |  | レッズ         |
| 10/15 – | アスレチックス | 2 | - | 1 |  | レッズ         |
| 10/18 – | レッズ         | 1 | - | 0 |  | アスレチックス |
| 10/19 – | レッズ         | 2 | - | 3 |  | アスレチックス |
| 10/20 – | レッズ         | 5 | - | 4 |  | アスレチックス |
| 10/21 – | アスレチックス | 1 | - | 8 |  | レッズ         |
| 10/22 – | アスレチックス | 3 | - | 2 |  | レッズ         |

MVP：ジーン・テナス (OAK)

## 個人タイトル

### アメリカンリーグ
| 項目   | 選手                         | 記録 |
| ------ | ---------------------------- | ---- |
| 打率   | ロッド・カルー (MIN)         | .318 |
| 本塁打 | ディック・アレン (CWS)       | 37   |
| 打点   | ディック・アレン (CWS)       | 113  |
| 得点   | ボビー・マーサー (NYY)       | 102  |
| 安打   | ジョー・ルディ (OAK)         | 181  |
| 盗塁   | バート・キャンパネリス (OAK) | 52   |

| 項目   | 選手                           | 記録 |
| ------ | ------------------------------ | ---- |
| 勝利   | ゲイロード・ペリー (CLE)       | 24   |
| 勝利   | ウィルバー・ウッド (CWS)       | 24   |
| 敗戦   | パット・ドブソン (BAL)         | 18   |
| 敗戦   | メル・ストットルマイヤー (NYY) | 18   |
| 防御率 | ルイス・ティアント (BOS)       | 1.91 |
| 奪三振 | ノーラン・ライアン (CAL)       | 329  |
| 投球回 | ウィルバー・ウッド (CWS)       | 376⅔ |
| セーブ | スパーキー・ライル (NYY)       | 35   |

### ナショナルリーグ
| 項目   | 選手                       | 記録 |
| ------ | -------------------------- | ---- |
| 打率   | ビリー・ウィリアムズ (CHC) | .333 |
| 本塁打 | ジョニー・ベンチ (CIN)     | 40   |
| 打点   | ジョニー・ベンチ (CIN)     | 125  |
| 得点   | ジョー・モーガン (CIN)     | 122  |
| 安打   | ピート・ローズ (CIN)       | 198  |
| 盗塁   | ルー・ブロック (STL)       | 63   |

| 項目   | 選手                         | 記録 |
| ------ | ---------------------------- | ---- |
| 勝利   | スティーブ・カールトン (PHI) | 27   |
| 敗戦   | スティーブ・アーリン (SD)    | 21   |
| 防御率 | スティーブ・カールトン (PHI) | 1.97 |
| 奪三振 | スティーブ・カールトン (PHI) | 310  |
| 投球回 | スティーブ・カールトン (PHI) | 346⅓ |
| セーブ | クレイ・キャロル (CIN)       | 37   |

## 表彰

### 全米野球記者協会（BBWAA）表彰
| 表彰         | アメリカンリーグ           | ナショナルリーグ             |
| ------------ | -------------------------- | ---------------------------- |
| MVP          | ディック・アレン (CWS)     | ジョニー・ベンチ (CIN)       |
| サイヤング賞 | ゲイロード・ペリー (CLE)   | スティーブ・カールトン (PHI) |
| 最優秀新人賞 | カールトン・フィスク (BOS) | ジョン・マトラック (NYM)     |

### ゴールドグラブ賞
| 守備位置 | アメリカンリーグ             | ナショナルリーグ             |
| -------- | ---------------------------- | ---------------------------- |
| 投手     | ジム・カート (MIN)           | ボブ・ギブソン (STL)         |
| 捕手     | カールトン・フィスク (BOS)   | ジョニー・ベンチ (CIN)       |
| 一塁手   | ジョージ・スコット (MIL)     | ウェス・パーカー (LAD)       |
| 二塁手   | ダグ・グリフィン (BOS)       | フェリックス・ミヤーン (ATL) |
| 三塁手   | ブルックス・ロビンソン (BAL) | ダグ・レイダー (HOU)         |
| 遊撃手   | エド・ブリンクマン (DET)     | ラリー・ボーワ (PHI)         |
| 外野手   | ケン・ベリー (CAL)           | シーザー・セデーニョ (HOU)   |
| 外野手   | ポール・ブレアー (BAL)       | ロベルト・クレメンテ (PIT)   |
| 外野手   | ボビー・マーサー (NYY)       | ウィリー・デービス (LAD)     |

### その他表彰
| 表彰               | アメリカンリーグ             | ナショナルリーグ       |
| ------------------ | ---------------------------- | ---------------------- |
| カムバック賞       | ルイス・ティアント (BOS)     | ボビー・トーラン (CIN) |
| 最優秀救援投手賞   | スパーキー・ライル (NYY)     | クレイ・キャロル (CIN) |
| コミッショナー賞   | ブルックス・ロビンソン (BAL) | -                      |
| ハッチ賞           | -                            | ボビー・トーラン (CIN) |
| ルー・ゲーリッグ賞 | -                            | ウェス・パーカー (LAD) |
| ベーブ・ルース賞   | ジーン・テナス (OAK)         | -                      |

### アメリカ野球殿堂入り表彰者
BBWAA投票
- ヨギ・ベラ
- サンディー・コーファックス (有資格初年度)
- アーリー・ウィン

ベテランズ委員会選出
- レフティ・ゴメス
- ウィル・ハリッジ (発展貢献者)
- ロス・ヤングス

ニグロリーグ委員会選出
- ジョシュ・ギブソン
- バック・レナード